# 賄征伐

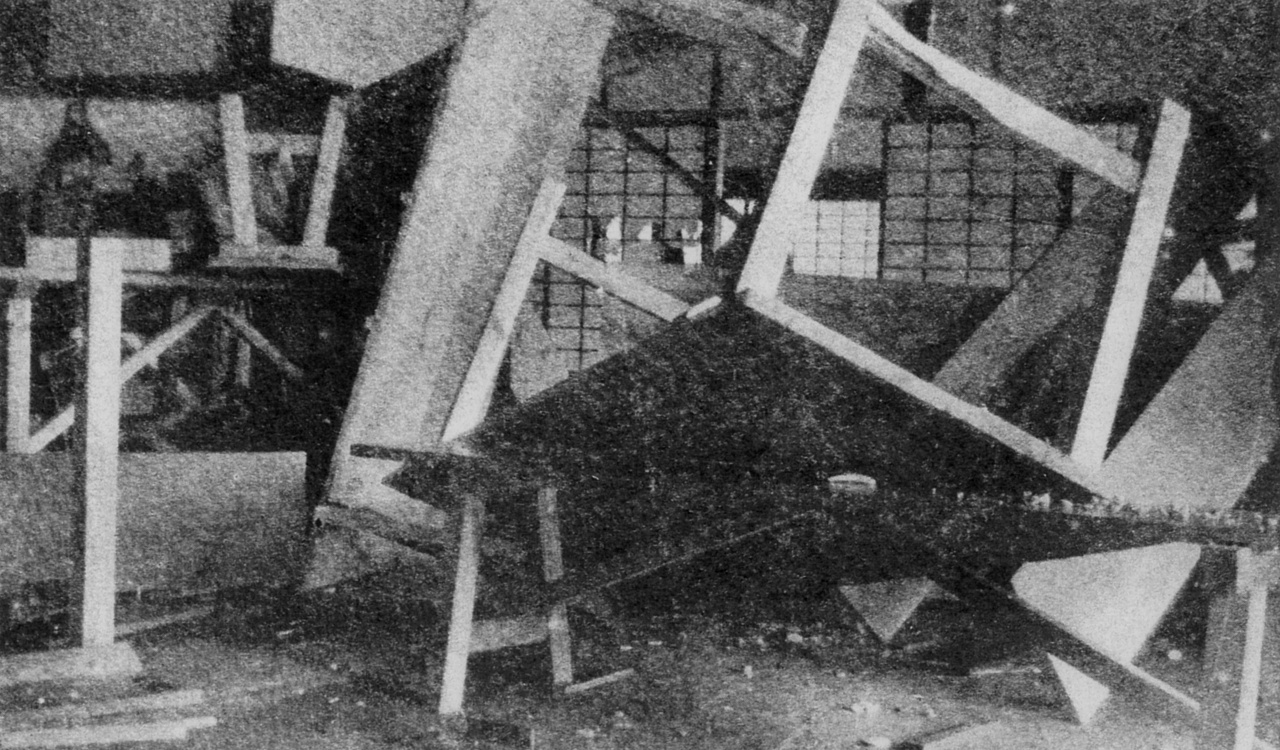
旧制松山高校仮寄宿舎で起きた賄征伐の跡

賄征伐（まかないせいばつ）とは、寮に寄宿する生徒・学生が、賄（食事を給仕・調理する人）に対して起こした学校騒動。日本の明治時代を中心に、旧制高等学校などで広く行われた。

## 内容
旧制高等学校の学生寮などの食事は、発足時から賄業者によって運営されていた。しかし当時の寮食の内容は、学生の要求を満たすものではなかった。そのことによる学生の不満が態度となって現れたのが賄征伐である。
征伐の内容は様々であり、たとえば、用意された米を全部食べてしまって、もっと寄こせと言ってみたり、机をしきりに叩いたり、茶碗や皿などを投げ付けて壊したりした。時には賄方との間で暴力沙汰にまで発展することもあった。賄征伐は古くは旧制高等学校以前にも慶應義塾などで行われた例がある。その後日本の各地で行われるようになり、明治学生生活の側面史をなすとも言われている。
賄征伐を起こした学生に対しては、学校側から戒告や退学などの処分が下されることがあった。たとえば1883年（明治16年）に東京大学で起こった賄征伐では、146名が退学処分となり、そのうえ、他の官立学校および公立・私立の学校への再入学も禁止するという、重い条件が課された。しかしこの時はこれに反対する声も相次ぎ、退学処分を受けた学生は後に復学することとなった（明治十六年事件）。この時復学した学生に、平沼騏一郎、奥田義人、日置益がいる。
賄征伐の動機は、食生活に対する不満だけではないとも言われている。当時の寄宿寮は細かな決まりごとによって寮生の行動を規制していた。それに対する寮生の不満やうっぷんが賄征伐という形で現れたとする見解である。また学校や寮の改革を求めて行った賄征伐もあり、このことから賄征伐は当時の学生にとっての政治的原体験であったとの見解もある。その一方で、学生にはそういった大層な意図はなく、面白半分の要素が強かったのではないかとする論調も存在する。

## 著名人と賄征伐
賄征伐には、後の世に名を残す人物も多く関わっている。

### 司法省法学校正則科第2期生
司法省法学校の寄宿舎の食事は、朝食がパン・スープ・鶏卵、昼食が洋食1品、夕食が魚付きの日本食というメニューだった。政府はこの食事を提供するため、一人当たり毎月4円50銭を負担していたが、実際には賄方による着服があり、金額に見合った食事内容にはなっていなかった。
1879年（明治12年）のある日曜日、法学校正則科の2期生は夕食をとろうとしたが、ご飯の量が少なかった。法学校の生徒は日曜日には外出が許されているので、もらった小遣い（学生は、政府から毎月2円25銭が小遣いとして支給されていた）で外で食事してから寮に戻ってくる。賄方はそれを見越して夕食をいつもより少なめにしていたのである。ところがそれに納得しない学生たちは、もっと飯を寄こせと賄方に激しく要求し、食堂内は大騒動となった。
後日、学校側は賄征伐を行った学生約20人に対して、2週間の禁足（外出禁止）処分を下した。ところが福本日南ら学生4人は、処分そのものは規則であるから受け入れるものの、「我々は形而下に於いて心服仕らず」、つまり、心の中では納得していない、といった対応をとった。そのため校長と論争になり、最終的に4人は身元保証人預かりとなった。
この処罰を受けて立ちあがった学生が原敬であった。原は征伐には参加していなかったが、参加者から事情を聴くことによって、処罰反対の思いを強く抱いた。そして陸羯南とともに学生代表として校長に抗議した。しかし校長は、命令には心服すべきだと言い、態度を変えなかった。そこで原は、同級生2人を連れ、当時の司法卿の大木喬任に直談判を行った。
原たちは大木に主張を伝えようとしたが、あまり上手くゆかず、大木から、「心服はしなくても命令に従いさえすれば良いという考え方は、敬徳・愛篤の精神に反する」と説教された。
一方で、事が司法卿にまで及んだことで自らの面目が保てなくなると感じた校長は、関係する学生16人に放校処分を下した。この時放校された学生には、原のほか、陸羯南、福本日南、加藤恒忠、国分青崖がいる。
この事件で多くの放校者を出したため、司法省は補欠試験を行い、その結果6人が入学した。この時の入学者に、梅謙次郎、田部芳、手塚太郎がいる。

### 南方熊楠
南方熊楠は共立学校時代に仲間と賄征伐を行った。その内容は、ご飯を多く食べて賄方を困らせるというもので、熊楠は参加者の中で最も多い28椀をたいらげた。他の人が飯櫃を投げつけたり鍋をひっくり返したりしている中で、熊楠はただ黙々と食べるだけであった。そのため、後にこの件が問題になった時も、熊楠に関しては、賄方から「かような静かな御仁はない。決して乱暴はなさらぬ」と擁護された。しかしその後熊楠は胃病となって大いに苦しんだ。

### 正岡子規
正岡子規は第一高等中学校の寄宿舎で賄征伐を行った。その様子は子規の随筆『筆まかせ』の中の1節「賄征伐」にて描かれており、この節は『筆まかせ』のなかでも最も文量が多い。賄征伐の様子を詳しく記した文献は少ないため、この子規の記録は貴重なものとなっている。
当時の寄宿舎の献立は、朝食が味噌汁と豆、昼食が牛肉の煮物と魚の煮物が隔日くらい、夕食が西洋料理1皿だった（ご飯をパンに、おかずを卵に変えることも可能）。子規によるとこの内容は、下宿屋に比べれば良いけれども、料理屋よりはずっと悪く、夕食の「西洋料理」というものも、「名でおどす許（ばか）り」だったという。子規は当時、賄征伐という言葉は知っていたが、実際に目にしたことはなかった。そのため、「其名ありて実の絶ゆるは残念なり いで余等一度之が実行を試みんとは余等同級入舎生の日頃の持論なりき（名前ばかりで中身がないのは残念だ、ぜひ俺達も一度やってみよう、とは我ら同学年の寄宿生たちの日頃の思いであった）」として、1891年（明治24年）4月に賄征伐を決行した。
午後5時に食堂に現れた子規らは、賄に飯を持ってこさせては食べ、持ってこさせては食べを繰り返し、さらに、この飯は冷たい、固い、ごみがあるなどと難癖をつけては、米を机の上にひっくり返した。そのうちに騒乱状態になって、賄方を呼ぶ声や机をたたく音などが食堂内に響き渡った。
大騒ぎした子規らは、やがて腹が一杯になったが、ここで騒動を終わらせるのには物足りなさを感じていた。その時、同級生と賄方との間で暴力行為が行われ、これをきっかけに子規らは大挙して賄方に詰め寄った。賄方は多勢に無勢で、賄所へと逃げ込むのが精一杯だった。
後日、この事件によって生徒11人に停学退舎処分が下された。中には征伐を行っていないにもかかわらず停学となった者もいたが、子規は何の咎めも受けなかった。この理由について当時の征伐参加者は、子規は日頃のふるまいからして乱暴を行うような人とは思われなかったためだろうと証言している。
子規は自分が処罰されなかったことに対して少し喜んだが、しかしそうはいっても無実の者が停学となるのは納得がゆかず気の毒に感じたので、共同で弁明書を作って学校に提出した。その結果該当の生徒は十数日後に停学を解かれ、停学を受けた残りの生徒も順次赦免となった。

## 自炊制への移行
寮生たちは賄征伐によって食生活の改善を求めたが、食器などを壊しながらの訴えであったため、その修繕費が食事内容に跳ね返り、結果として食生活の向上は見られなかった。
東京農林学校校長の高橋是清は1889年（明治22年）、賄征伐を解決するために2つの案を学生に提示した。1つは学生が自ら買い出し、炊事、配膳をするという案で、もう1つは学生が賄を選び、賄の監督をする案であった。学生は後者の案を選択し、これによって同校の賄征伐は終了した。
第五高等中学校の寄宿寮である習学寮で起きた賄征伐は非常に激しいもので、学校幹事の椿奏一郎は「余りに下品」として、対策として生徒の管理運営による自炊制度を導入した。これは、生徒によって選出された炊事委員が献立を作り、食材を購入するというものである。自炊制度は1891年（明治24年）から開始され、学生はこれを、自信と自覚を持たせるものとして歓迎した。
北海道帝大予科の恵迪寮でも賄征伐が多発し、明治30年代は、賄業者で1年以上続いたものは無かったといわれていたが、1907年（明治40年）に自炊制へと移行した。この流れは大正時代に入ると加速し、一高（1919年（大正8年））、八高（1920年（大正9年））、七高（1921年（大正10年））と、次々に移行していった。
旧制五高や旧制姫路高では、自炊制を実施した日を寮の記念日とした。たとえば旧制五高では自炊記念日に校長らを招いて式典を開き、炊事委員長が演説した。会場の壁には寮生による短歌「竜田山たえすりすみの棚ひくは朝け夕けの煙なりけり」、あるいは漢詩「三載営々肝胆傾 自炊制度効功并 佳希珍味何強望 百事咬菜根可成」などが掲げられた。

## 関連文献
- 野尻草雄『賄征伐』東亜堂〈学生生活叢書 第1編〉、1917年。doi:10.11501/937827。
  - 「一高ロマンス」、151-161頁。
  - 「附録：給仕から見た一高の食堂」、212-222頁。